# Charles de Rochefort (pasteur)
Pour les articles homonymes, voir Rochefort.
Charles de Rochefort (°1605 - † 26 septembre 1683) est un pasteur et écrivain français établi en Hollande ayant voyagé aux Antilles et auteur de deux œuvres.

## Biographie
Souvent confondu avec César de Rochefort, il est l'auteur présumé de l'Histoire Naturelle et Morale des isles Antilles de l'Amérique publiée dès 1658 à Rotterdam. Cette œuvre fut rapidement traduite en néerlandais (1662), en anglais (1666) et en allemand (1668). Certains l'ont accusé de publier une œuvre de propagande pour le gouverneur de l'île de Saint-Christophe, Philippe de Longvilliers de Poincy, la préface étant signée des trois initiales « LDP ».
Il récidive en 1665 en faisant paraître à Leyde Le Tableau de l'isle de Tabago ou de la Nouvelle-Oüalchre, l'une des isles Antilles de l'Amérique témoignant de son probable passage dans la colonie des frères Lampsins à Tobago.
Charles de Rochefort est sévèrement critiqué par Jean-Baptiste Du Tertre pour avoir plagié une partie du manuscrit que Du Tertre tardait à faire paraître. Même si Du Tertre dénonçait (sans le nommer) Charles de Rochefort en 1654 dans sa première édition, ses critiques devinrent d'autant plus virulentes dans la réédition de 1667-1671 alors que le dominicain s'attaqua à la véracité de certains faits historiques rapportés par le pasteur en 1658.

## Éditions

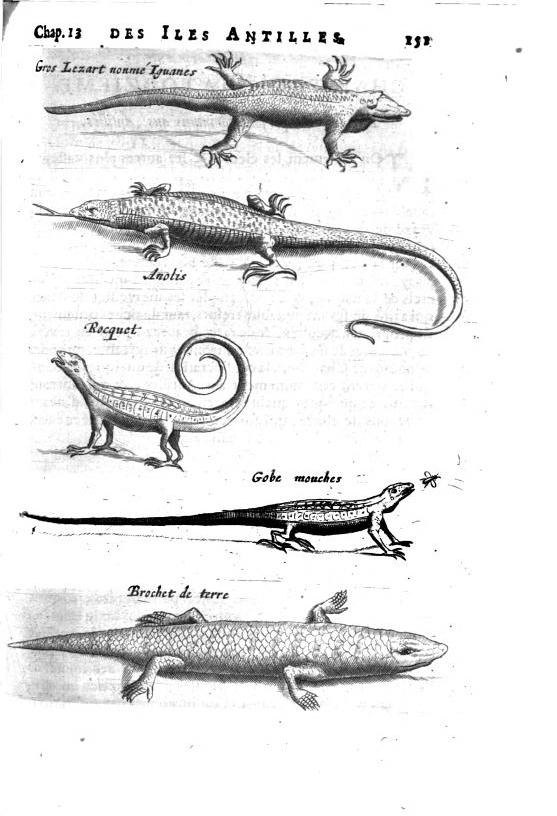
Histoire naturelle, p. 151

- Charles de Rochefort, Histoire naturelle et morale des îles Antilles de l’Amérique. Éd. critique de Bernard Grunberg, Benoît Roux et Josiane Grunberg. Paris : L’Harmattan, 2012, 2 tomes